# The Little Giant (Luis Gasca)
The Little Giant è un album di Luis Gasca, pubblicato dalla Atlantic Records nel 1969.

## Tracce
Lato A
1. Just a Little Bit – 3:45 (Hubert Laws) – Registrato il 13 novembre del 1968 a New York
2. Motherless Child – 6:49 (Brano tradizionale, arrangiamento di Mark Levine) – Registrato il 12 novembre del 1968 a New York
3. Nancy – 4:13 (Don Garcia) – Registrato il 12 novembre del 1968 a New York
4. Cosia N° 2 – 7:52 (Larry Shayne, Moacir Santos) – Registrato il 13 novembre del 1968 a New York

Lato B
1. Afro-Blue – 8:32 (Mongo Santamaría) – Registrato il 12 novembre del 1968 a New York
2. Joy Ride – 7:03 (Bob Porcelli) – Registrato il 13 novembre del 1968 a New York
3. Sweet Pea – 2:45 (Mark Levine) – Registrato il 12 novembre del 1968 a New York

## Formazione
Brani A1, A4 & B2
- Luis Gasca - tromba (brano : A4)
- Luis Gasca - flicorno (brani : A1 & B2)
- Luis Gasca - arrangiamenti (brano : A4)
- Joe Gallardo - trombone (?)
- Lew Tabackin - flauto (brani : A4 & B2)
- Hubert Laws - flauto (brani : A1 & B2)
- Hubert Laws - flauto basso (brano : A4)
- Hubert Laws - arrangiamenti (brano : A1)
- Rodgers Grant - sassofono soprano
- Joe Henderson - sassofono tenore (brano : A4)
- Paul Griffin - pianoforte (brano : A1)
- Herbie Hancock - pianoforte (brani : A4 & B2)
- Richard Davis - contrabbasso (brani : A4 & B2)
- Chuck Rainey - basso elettrico (brano : A1)
- Mickey Roker - batteria (brani : A4 & B2)
- Bernard Purdie - batteria (brano : A1)
- Mark levine - arrangiamenti (brano : B2)

Brani A2, A3, B1 & B3
- Luis Gasca - tromba (brani : A2, A3, B1 & B3)
- Luis Gasca - arrangiamenti (brano : B1)
- Joe Gallardo - trombone (brani : A2 & A3)
- Joe Henderson - sassofono tenore (brani : A2, A3 & B1)
- Mark Levine - pianoforte (brani : A2, A3, B1 & B3)
- Mark Levine - arrangiamenti (brani : A2, A3 & B3)
- Dave Herscher - contrabbasso (brani : A2, A3 & B1)
- Steve Berrios - timbales (brani : A2, A3 & B1)
- Julito Collazo - percussioni latine (Batá drums) (brani : A2, A3 & B1)
- Mongo Santamaría - percussioni latine (congas drums) (brani : A2, A3 & B1)
- Marty Sheller - percussioni latine (cowbell) (brani : A2, A3 & B1)